# Коцк (гмина)
Коцк (пол. Kock) — гмина (волость) в Польше, входит как административная единица в Любартувский повет, Люблинское воеводство. Население — 6841 человек (на 2004 год).

## Соседние гмины
1. Гмина Борки
2. Гмина Фирлей
3. Гмина Езожаны
4. Гмина Михув
5. Гмина Острувек
6. Гмина Серокомля